# Зенбах
Зенбах (нем. Seenbach) — река в Германии, протекает в земле Гессен по западным склонам массива Фогельсберг. Площадь бассейна реки составляет 96,49 км², общая её длина — 18,3 км.
Исток реки находится на северо-западном склоне 640-метровой вершины Фельдкрюкер-Хоэ (нем. Feldkrücker Höhe) на высоте около 526 метров над уровнем моря — приблизительно в одном километре к юго-западу от Кольценхайна и в двух километрах к западу от Фельдкрюкена, районов Ульрихштайна. Первую половину пути Зенбах течёт на запад, затем поворачивает на север. Впадает в Ом с левой стороны на высоте около 264 метров над уровнем моря. Ильсбах (нем. Ilsbach), крупнейший из притоков, впадает в Зенбах с правой стороны у посёлка Фленсунген, входящего в коммуну Мюкке.